# Romboud de Doppere
Romboud de Doppere, ook Rumoldus, (Brugge, ca. 1432 – 8 juni 1502) was een notaris, priester en kroniekschrijver.

## Levensloop
De familie De Doppere zou zijn oorsprong hebben in de familie Dop.
Jan de Doppere († 1497) en Cornelie Govaert waren de ouders van Romboud de Doppere. Jan behoorde tot het ambacht van de oude-grauwwerkers (bewerkers van bont) en was er in 1473 bestuurslid als 'vinder'. Naast Romboud hadden ze ook nog de volgende kinderen:
- Antheunis, oude-grauwwerker. In 1483 en 1488 was hij 'vinder' van het ambacht. Hij was getrouwd met Marie Bernard.
- Antonine († 1530), die getrouwd was met Jan Dominicle.
- Philippe, die getrouwd was met Anne van Bassevelde.

In 1444-1445 was Romboud de Doppere verbonden aan de kapittelschool van de Sint-Donaaskathedraal, als leerling, in voorbereiding van universitaire studies. Deze vonden plaats van ongeveer 1450 tot 1455. De Doppere promoveerde tot magister in artibus, waarschijnlijk aan de universiteit van Parijs.
Ondertussen vervolgde Romboud de studies leidende tot het priesterschap. In februari 1457 verwierf hij een volwaardig kerkelijk ambt, dat van kapelaan van de Sint-Donaaskathedraal. In juni van dat jaar werd hij tot priester gewijd. Op 26 juni droeg hij zijn eerste mis op in de kathedraal.
Op 7 augustus 1469 werd hij benoemd tot 'capellanus prochie' van de kathedraal, maar dit ging niet door. Enkele maanden later, op 23 december 1469 werd hij kapelaan voor de Onze-Lieve-Vrouwkapel binnen de kathedraal. Hij bleef dit ambt, dat hem een prebende opleverde zonder veel verplichtingen, uitoefenen tot kort voor zijn dood.
Daarnaast was De Doppere openbaar notaris en gezworen notaris van de officialiteit van Doornik. Hij werd de voornaamste geestelijke notaris van de stad. Hij oefende dit ambt uit tot einde 1499. Hij werd ook vanaf 1476 secretaris van de suffragaanbisschop van Doornik Gillis de Baerdemakere († 28 maart 1494). Deze Brugse minderbroeder was hulpbisschop van Doornik, maar resideerde in Brugge.
Het notariaat van De Doppere, die zijn kantoor had op de Burg, was belangrijk. Hij had er verschillende klerken in dienst. De akten die voor particulieren werden verleden, zoals voor de familie Adornes, hadden betrekking op verkopen, testamenten en andere persoonlijke aangelegenheden. Er waren ook akten voor kloosters, voor Brugse kerken, voor verschillende ambachten, voor wateringen enz. Er werden ook heel wat akten opgesteld voor openbare besturen, zoals voor de stad Brugge en het Brugse Vrije. Zo maakte De Doppere de akte van translatie van de relieken van de Heilige Ursula van het oude naar het nieuwe reliekschrijn, het welbekende schrijn dat door Hans Memling werd beschilderd (het was De Doppere die ons de geboorteplaats van Memling en zijn overlijdensdatum leerde kennen). De merkwaardigste akte maakte hij ten behoeve van het opstandige stadsbestuur van Brugge betreffende de inventaris van de koffers en documenten die de overleden Maria van Bourgondië in het Prinsenhof had nagelaten. Ook als testamentuitvoerder trad hij geregeld op. Zo was hij onder meer de testamentuitvoerder van de kanselier van Karel de Stoute, Willem Hugonet, die, nadat de hertog gesneuveld was, in Gent door de opstandige Gentenaars werd terechtgesteld.

## De nagelaten werken
Van De Doppere, die ook bestuurslid was van de Rederijkerskamer van de Heilige Geest, zijn twee werken bekend, die fragmentarisch bewaard zijn gebleven.
Het eerste is een vademecum voor pelgrims naar Rome en Jeruzalem. Het bestaat uit vier delen:
- de reisbeschrijving van Anselmus Adornes in 1470,
- de beschrijving van de Venetiaanse galeien die naar het Heilig Land varen,
- de aflaten verbonden aan heilige plaatsen in het Heilig Land,
- de aflaten verbonden aan heilige plaatsen in Rome.

Het tweede werk is een kroniek in de vorm van een dagboek over de periode 1482-1498, dat gedeeltelijk is bewaard, maar waarvan niet zeker is dat al die bewaarde delen van de hand van De Doppere zijn. Hoe dan ook is het een interessante tekst met heel wat informatie over gebeurtenissen in Brugge op het einde van de 15de eeuw. Van de vier delen zijn de eerste twee verloren. Het derde deel is te vinden in het 'Handschrift Douai', dat nagenoeg met dezelfde inhoud opgenomen werd in het werk uitgegeven te Antwerpen bij Willem Vorsterman (1531) Dits die excellente cronike van Vlaenderen (Anthonis de Roovere). Het vierde deel werd door Meyerus vertaald. In 1892 publiceerde Dussart deze twee delen.

## Publicaties en literatuur
- H. Dussart, Fragments inédits de Romboud De Doppere, découverts dans un manuscrit de Jacques De Meyere, in: Recueil de chroniques, chartes et autres documents concernant l'histoire et les antiquités de la Flandre, Brugge, 1892.
- H. Rommel, Het 'dagboek' van Romboud De Doppere, 1491-1498, in: Biekorf, 1893.
- Antoon Viaene, Een Brugs vademecum voor de Rome- en Jeruzalemvaarder samengesteld door Romboud de Doppere, in: Handelingen van het Genootschap voor geschiedenis te Brugge, 1963.
- Jan Vercammen, Rumoldus De Doppere, ion: Lexicon van West-Vlaamse schrijvers, Deel I, Torhout, 1984.
- A. Gebruers, Leven en werk van Romboud De Doppere. Een bijdrage tot de geschiedschrijving van het graafschap Vlaanderen, licentiaatsverhandeling (onuitgegeven), KUL, 1988.
- Jan De Mey, Romboud De Doppere, in: Nationaal Biografisch Woordenboek, T. XVI, Brussel, 2002.
- Hendrik Callewier, Leven en werk van Romboud De Doppere, in: Handelingen van het Genootschap voor geschiedenis te Brugge, 2013.
- Hendrik Callewier, De papen van Brugge. De seculiere clerus in een middeleeuwse wereldstad (1411-1477), Leuven, 2014.
- Johan Oosterman, De Excellente cronike van Vlaenderen en Anthonis de Roovere, in: tijdschrift voor Nederlandse Taal en Letterkunde, jrg. 118 (2002), blz. 22 e.v.

## Voetnoten
1. ↑   Louis Gilliodts-Van Severen, Inventaire des archives de la ville de Bruges, Introduction; Ch. Verschelde, Étude sur les noms des rues et des maisons de la Ville de Bruges”. ASÉB, 1875; A. Duclos, Bruges, Histoire et Souvenirs, Brugge, 1910; Maertens, Onze Lieve Vrouw van de Potterie; M. Ryckaert, De Oudeburg te Brugge, in: Album Albert Schouteet, Brugge, 1973; A. Schouteet, De Straatnamen van Brugge. Oorsprong en Betekenis, Brugge, 1977.